# Trirhithrum demeyeri
Trirhithrum demeyeri är en tvåvingeart som beskrevs av White och Albany Hancock 2003. Trirhithrum demeyeri ingår i släktet Trirhithrum och familjen borrflugor.
Artens utbredningsområde är Uganda. Inga underarter finns listade i Catalogue of Life.